# Cuno von Rantzau
Cuno von Rantzau, auch Kuno von Rantzau, vollständig Cuno Wilhelm Hermann Karl Gustav von Rantzau (* 6. September 1864 in Celle; † 17. Dezember 1956 in Vrestorf, heute Ortsteil von Bardowick) war ein deutscher Offizier und Hofbeamter.

## Leben
Cuno von Rantzau entstammte dem nicht-gräflichen Zweig des schleswig-holsteinischen Equites-Originarii-Geschlechts Rantzau und war der älteste Sohn des Oberappellationsgerichtsrats am Oberappellationsgericht Celle Adolph August Carl von Rantzau (1820–1870) und seiner Frau Ida Adelaide, geb. von Anderten (1827–1878).
Er besuchte das Gymnasium Ernestinum Celle, das Kadettenhaus Schloss Plön und die Preußische Hauptkadettenanstalt in Berlin-Lichterfelde. Nach mehreren Verwendungen als Offizier wurde er als Hauptmann Flügeladjutant des Großherzogs Friedrich Franz IV. von Mecklenburg-Schwerin. Mit dessen Volljährigkeitserklärung und vollem Regierungsantritt 1901 wechselte von Rantzau in den Hofdienst als Hofchef des bisherigen Regenten Herzog Johann Albrecht. Am 9. April 1901 ernannte ihn Friedrich Franz zum Kammerherrn. 1905 wurde er Hofmarschall für die Hofhaltung von Herzog Johann Albrecht. Dieser nahm ihn mit nach Braunschweig, als er von 1907 bis 1913 Regent des Herzogtums Braunschweig war. In dieser Zeit war Cuno von Rantzau auch beauftragt mit den Geschäften des braunschweigischen Oberhofmeisters der Regentin Elisabeth von Sachsen-Weimar-Eisenach (1854–1908).
Seit 1901 war er Mitglied im Verein für mecklenburgische Geschichte und Altertumskunde.
1913 kehrte er mit Johann Albrecht zurück nach Mecklenburg und wurde Hofmarschall auf Schloss Wiligrad. Zum 1. Januar 1914 ernannte ihn der Großherzog zum Nachfolger von Dimitri von Vietinghoff als Oberhofmarschall und damit zum Chef des Hofstaats- und Marschallamtes in Schwerin.
In Folge der Novemberrevolution 1918, der Abdankung des Großherzogs und dem Ende der Hofhaltung wurde von Rantzau Chef der Vermögensverwaltung des großherzogliche Hauses, die ihren Sitz im bisherigen großherzoglichen Marschallamt Großer Moor 53 in Schwerin hatte. In dieser Eigenschaft handelte er als Verhandlungsbevollmächtigter des bisherigen großherzoglichen Hauses 1919 den Vertrag zwischen dem Freistaat Mecklenburg-Schwerin und dem ehemaligen Landesherrn, betreffend die Auseinandersetzung über die vermögensrechtlichen Verhältnisse aus.

## Ehe und Nachkommen
Er war seit 1899 verheiratet mit Erica, geb. von Müller (* 30. Oktober 1878 in Vrestorf; † 13. April 1958 ebenda), der Tochter des Gutsbesitzers Victor von Müller auf Vrestorf und seiner Frau Irmgard, geb. von Harling und Enkelin von Karl von Müller. Das Paar hatte drei Söhne:
- Johann Albrecht von Rantzau (1900–1993), Historiker und Hochschullehrer
- Josias von Rantzau (1903–1950), Diplomat, starb in sowjetischer Gefangenschaft
- Cuno von Rantzau  (1910–1982), Regierungsrat, heiratete 1942 die Reederin Liselotte von Rantzau-Essberger.

Rantzau starb auf dem Erbgut seiner Frau, Gut Vrestorf, das 1945 Lebensmittelpunkt der Familie wurde.

## Auszeichnungen
- Hausorden der Wendischen Krone, Großkreuz mit der Krone in Gold[5], verbunden mit dem Titel Exzellenz
- Greifenorden, Ritter
- Militärverdienstkreuz (Mecklenburg), 2. Klasse
- Gedächtnismedaille Großherzog Friedrich Franz III.
- Eisernes Kreuz (1914), 2. Klasse
- Roter Adlerorden, 2. Klasse
- Preußischer Kronenorden, 2. Klasse mit Stern
- Orden Heinrichs des Löwen, Großkreuz
- Reußisches Ehrenkreuz, 1. Klasse
- Waldecksches Ehrenkreuz 1. Klasse
- Lippischer Hausorden, Ehrenkreuz 1. Klasse
- Hausorden Albrechts des Bären, Komtur 1. Klasse
- Hausorden vom Weißen Falken, Kommandeur mit Stern
- Albrechts-Orden, Komtur I. Klasse
- Oldenburgischer Haus- und Verdienstorden des Herzogs Peter Friedrich Ludwig, Großkomturkreuz
- Herzoglich Sachsen-Ernestinischer Hausorden, Komtur I. Klasse
- Orden vom Zähringer Löwen, Kommandeur I. Klasse
- Friedrichs-Orden, Komtur I. Klasse
- Königlicher Hausorden von Hohenzollern, Großkomtur
- Verdienstorden Philipps des Großmütigen, Komtur I. Klasse
- Sankt-Stanislaus-Orden, II. Klasse
- Dannebrogorden, Kommandeur 2. Klasse
- Ritterorden von Avis, Ritter
- Hausorden von Oranien, Großkreuz
- Orden von Oranien-Nassau, Komturkreuz
- Orden von Oranien-Nassau, Ritterkreuz mit Schwertern
- Militär-Verdienstorden (Bulgarien), Komtur
- Russischer Orden der Heiligen Anna, I. Klasse
- Zivilverdienstorden (Bulgarien), Großkreuz
- St. Alexander-Orden, Großkomtur mit Stern in Brillanten
- Stern von Rumänien, Großoffizier
- Karl I.-Jubiläums-Medaille (Rumänien)
- Orden der Siamesischen Krone, Großkreuz
- Weißer Elefantenorden, Offizier
- Mecidiye-Orden, I. Klasse
- Orden der Aufgehenden Sonne, Kommandeur
- Vermählungsmedaille (Niederlande)
- Jubiläumsmedaille (Baden)
- Ehejubiläumsmedaille (Baden)